# Oborovo Bistransko
Oborovo Bistransko – wieś w Chorwacji, w żupanii zagrzebskiej, w gminie Bistra. W 2011 roku liczyła 939 mieszkańców.